# La răspântie de veacuri
La răspântie de veacuri este un roman de Gala Galaction. A fost publicat prima dată în anul 1935.

## Vezi și
- 1935 în literatură